# Pont de Flandre
Le pont de Flandre est un pont routier et ferroviaire français dans le 19e arrondissement de Paris. Ce pont en arc sur le canal Saint-Denis porte l'avenue Corentin-Cariou ainsi que la ligne 3b du tramway d'Île-de-France depuis que celle-ci emprunte cette avenue. L'ouvrage d'art a donné son nom à son quartier, le quartier du Pont-de-Flandre.